# Карлово (город)
Карлово — город в центральной Болгарии, центр общины Карлово Пловдивской области.

## Географическое положение
Расположен в Карловской котловине.
Находится в плодородной долине реки Стряма, в самом сердце Долины роз, на высоте 386 метров над уровнем моря, в 145 км к востоку от Софии и в 56 км к северу от Пловдива.

## История
В 1947 году здесь был создан механический завод, в 1949 году ставший заводом по выпуску тракторов (Карловски тракторен завод), на котором был освоен выпуск лёгких гусеничных тракторов марки "Болгар".
С 1953 до 1962 года носил название Левскиград в честь революционера Васила Левского.
В 1970 году численность населения города составляла 23 тыс. человек, основой экономики являлись выращивание эфиромасличных культур (розовое масло, лавандовое масло, мята), машиностроение, текстильная промышленность (производство хлопчатобумажных и шелковых тканей), пищевая промышленность, а также туризм.
В 2005 году недалеко от города археологами была обнаружена столица Фракии. В данный момент раскопки продолжаются — уже найдено множество осколков керамики и вещей быта фракийцев.
| Год  | Население |
| ---- | --------- |
| 1985 | 28 411    |
| 1992 | 27 291    |
| 2000 | 26 099    |
| 2005 | 24 959    |
| 2010 | 24 132    |

## Культура

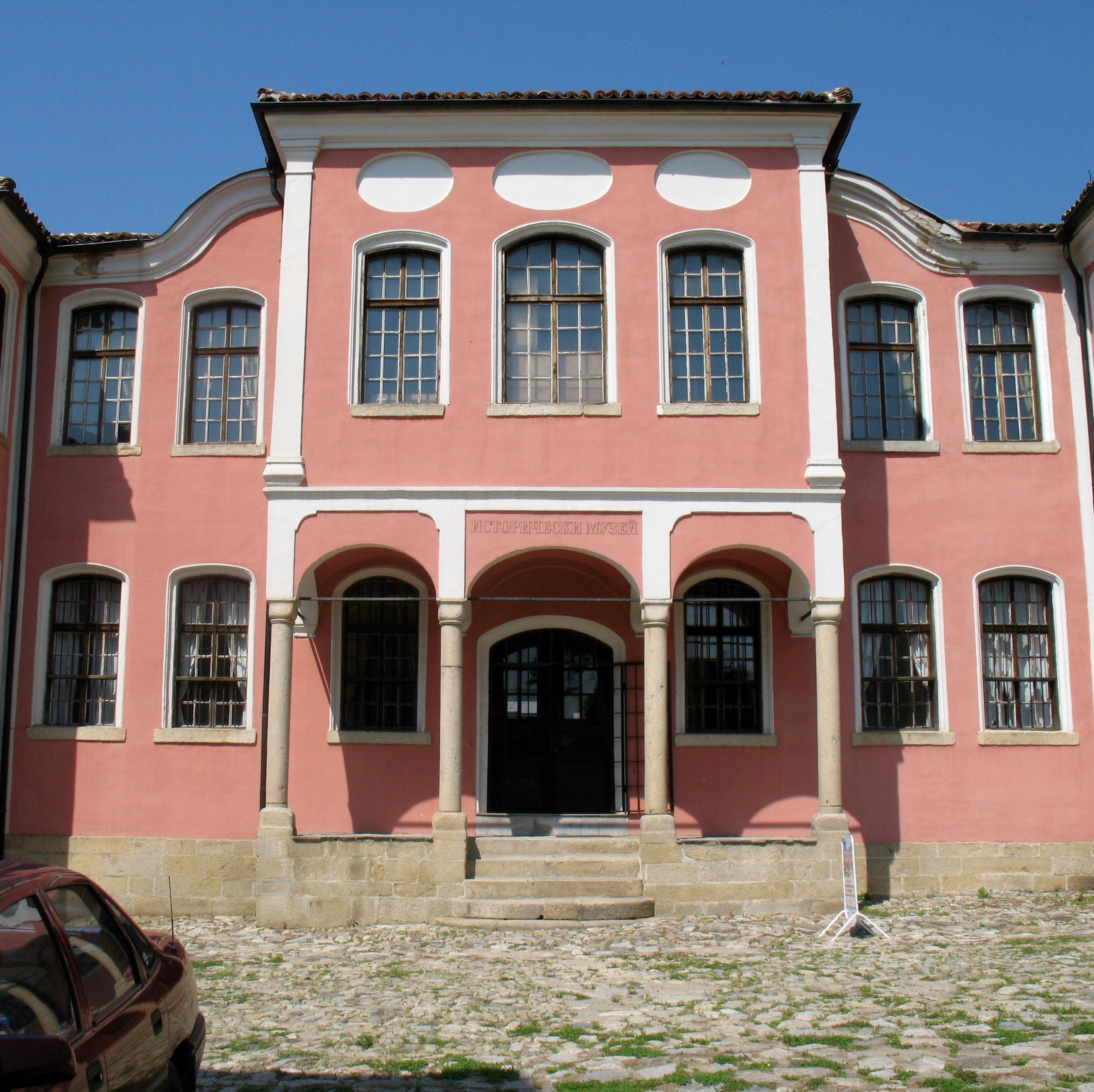
Музей Истории

Читалище «Васил Левски» является правопреемником первого Читалиште в Карлово, основанного 11 мая 1861 года. На протяжении всего своего существования оно не давало покоя общественному сознанию Карловцев, удовлетворяя их жажду просвещения и культуры.

## Религия

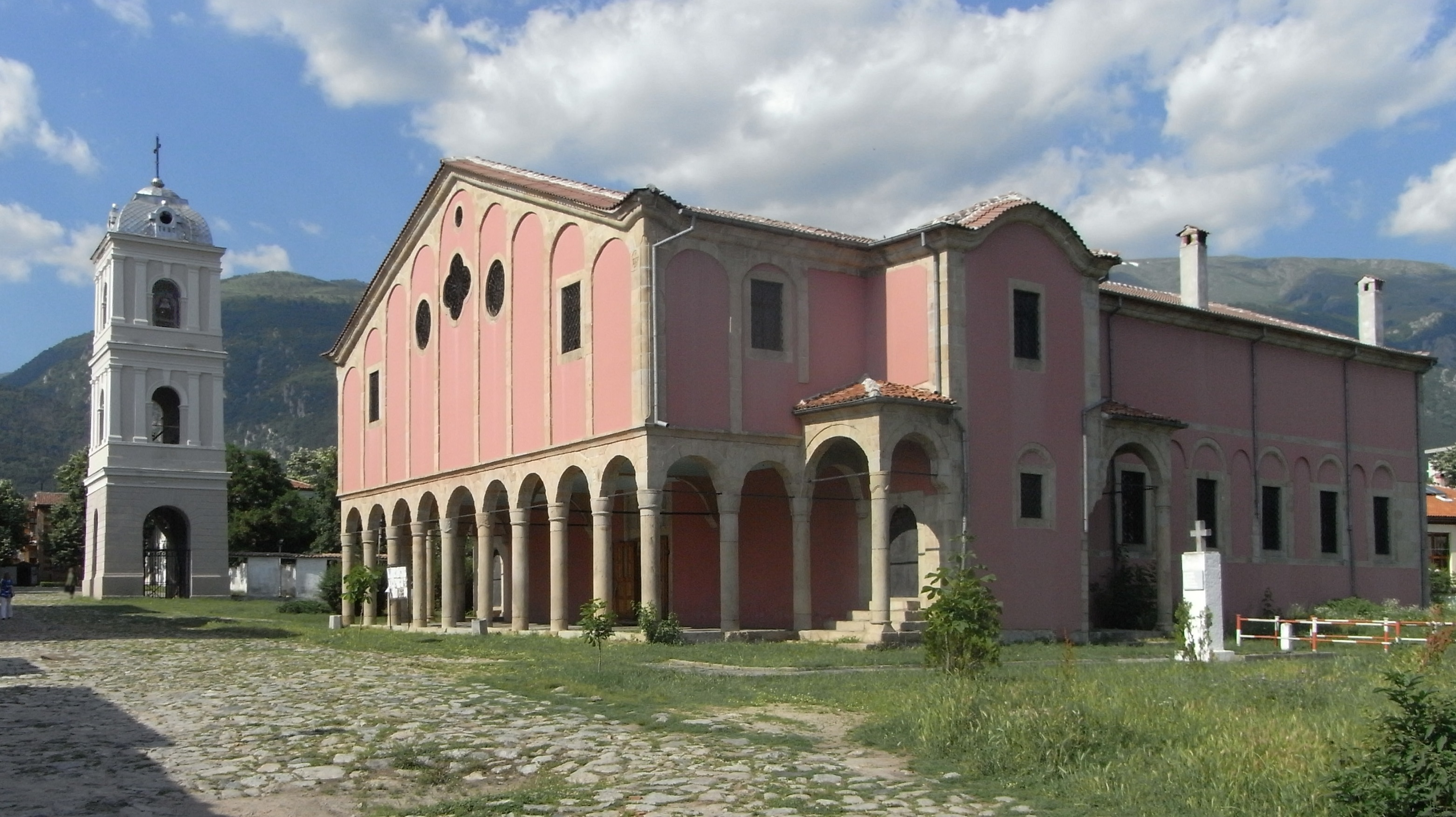

Церковь Святого Николая Чудотворца построен в 1847 году.20 июля 1877 года многие женщины, мужчины и дети спрятались там в храме. [2] На юго-западной стене, где произошла бойня, установлен мемориальный знак.
Большие иконы, иконостас и престол церкви в храме - работы художников и резчиков из Дебарской художественной школы - Нестора Траянова, Кузмана Макриева, Нестора Траянова, Антона Станишева и других. Колокольня церкви была построена в 1890 году.

## Политическая ситуация
Кмет (мэр) общины Карлово — Емил Кабаиванов по результатам выборов в правление общины.

## Промышленность
Здесь производят розовое масло, которое широко используется в парфюмерии.
Действует вагоноремонтный завод Карлово.

## Достопримечательности
Карлово является одним из мест отдыха туристов.

### Природа

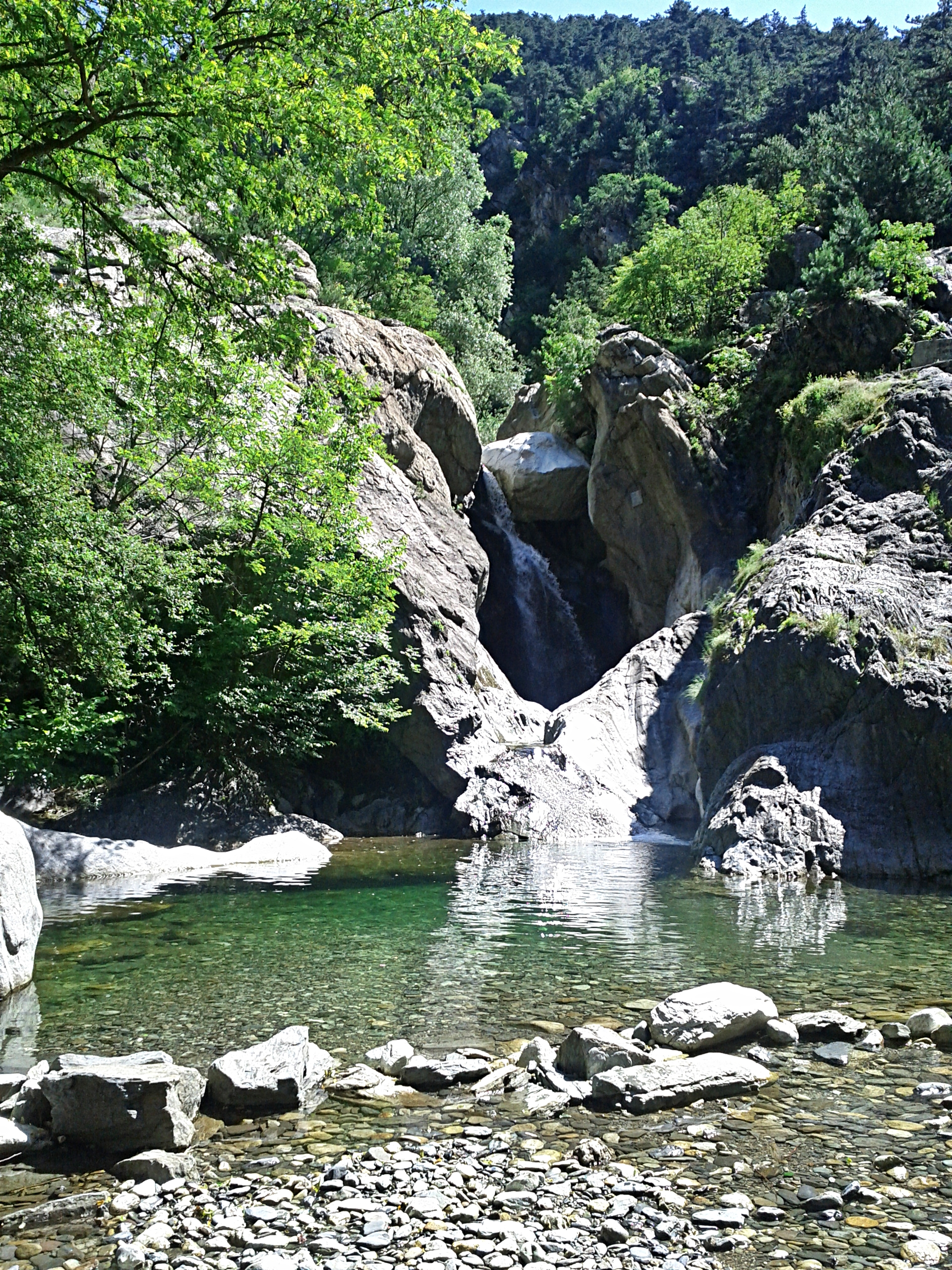
Водопад Сучурум

- Водопад Сучурум - часть заповедника, который расположен недалеко от города Карлово. Водопад в центральных Балканских горах. Расположен на Старой реке, непосредственно перед входом в Карлово. Высота водопада около 8 м. Водопад расположен на 480 м над уровнем моря. Научноинформационный центр „Болгарская энциклопедия“. Большая энциклопедия Болгария. Том 6 (болг.). — София: „Труд“, 2012. — С. 2269—2270. — ISBN 9789548104289.

- Национальный парк "Центральный Балкан"[4].

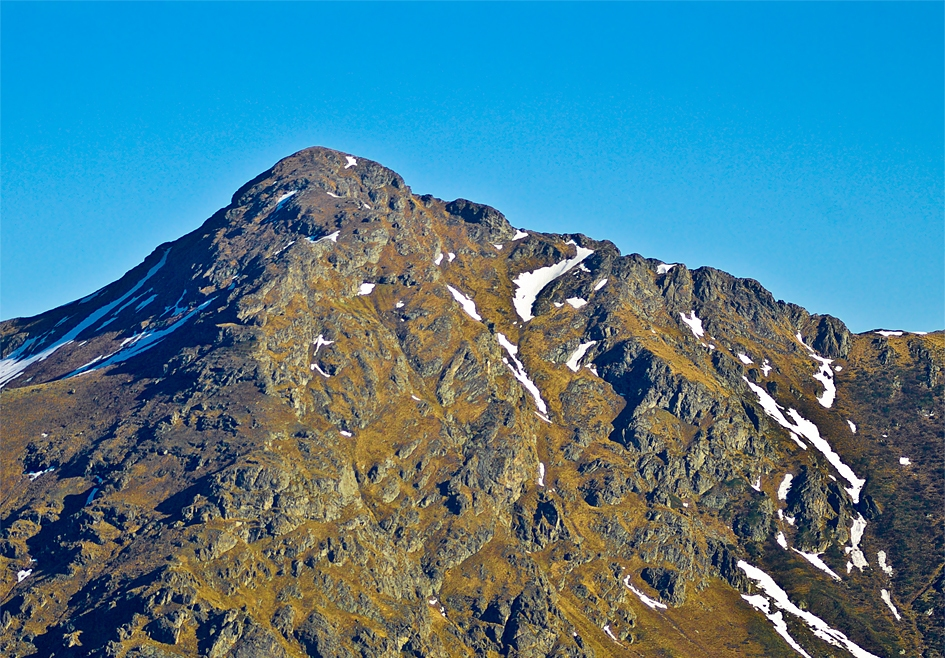
Връх Купена през пролетта

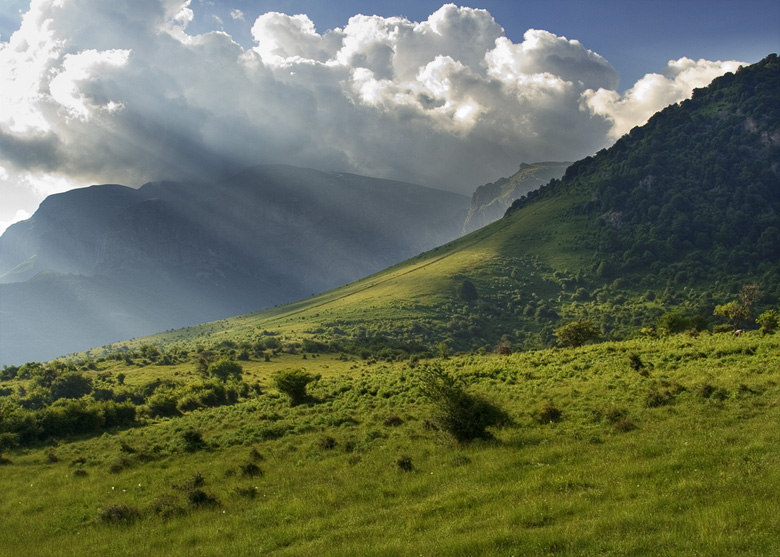
Центральный Балкан

Центральный Балкан является одним из трех национальных парков в Республике Болгарии. Он расположен в горе Центральная Стара планина. Высота над уровнем моря колеблется между 500 и 2376 м.- самая низкая точка находится недалеко от города Карлово, а самая высокая- вершина Ботев – высочайшая вершина горы Стара планина. На территории национального парка есть девять заповедников, расположены на территории более 20000 гектаров. Это заповедники: Боатин,Царичина,Козя стена, Стенето, Северен Джендем, Пеещи скали,  Соколна, Джендема и Стара река

### Музеи

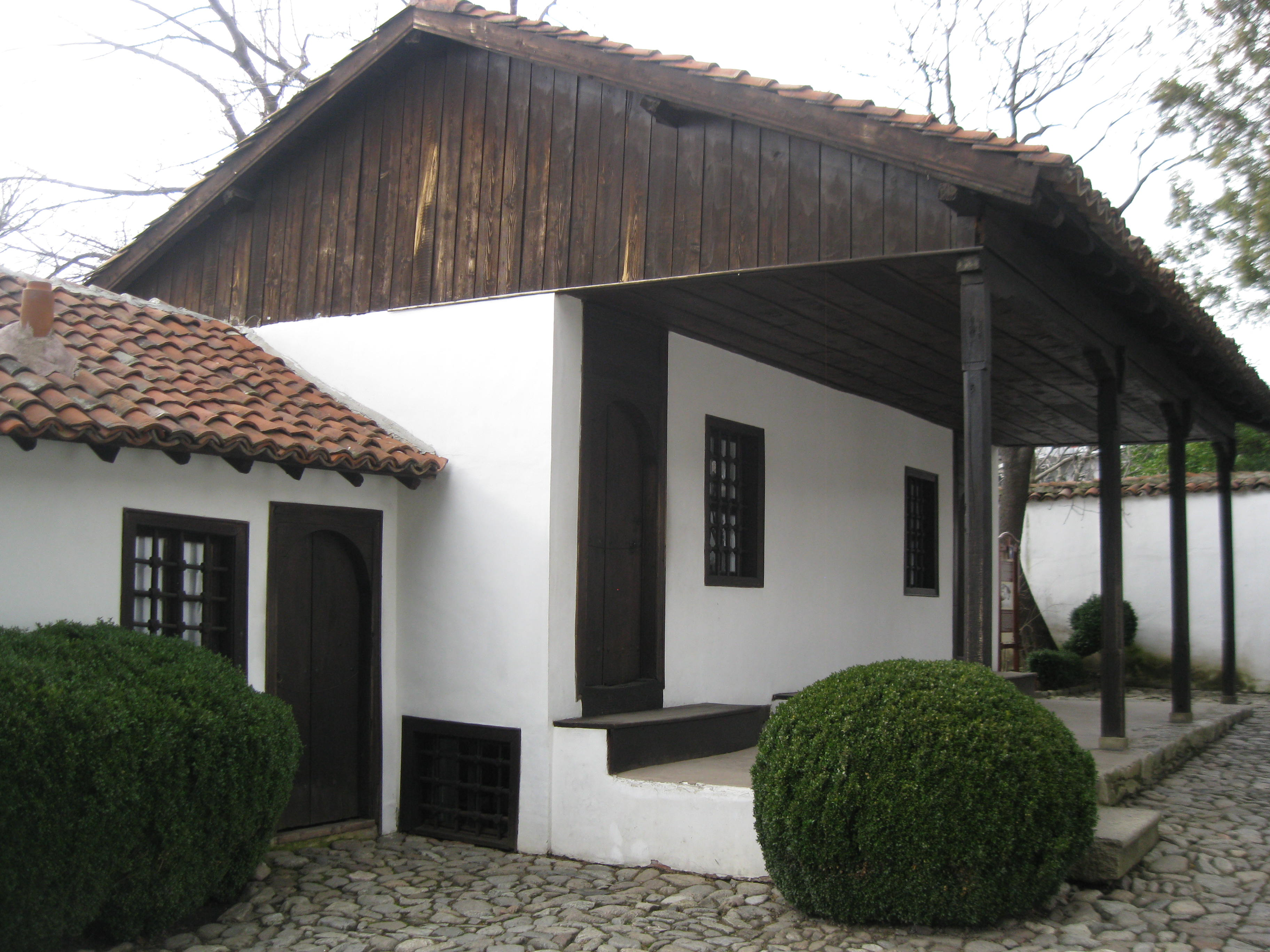
Национальный музей "Васил Левски"

- Национальный музей "Васил Левски" - родной дом Апостола. Открыт круглый год. Это 44-й из ста туристических объектов, Болгарского туристического союза (Болгарский союз туристов).К музею относится и этнографическая экспозиция в Мазаковском доме, который находится в Старом городе - архитектурный и исторический памятник культуры построен в 1848 году. В нём находится постоянная этнографическая выставка представляя оригинальные ткани,национальные костюмы из города Карлово, домашние ремесла и т.д. . Воссоздаден типичный городской образ жизни, характерен для богатых фамилии[5].
- Центр ремесел и культурных традиций "Бухаловият хан" /постоялый двор/. Здание Бухаловия хан было построено в середине XIX века и является одним из самых интересных и красивых зданий в городе. В постоялом дворе собирался революционный комитет, который основал Васил Левски. Посетители здесь могут коснутся творчества и мастерства местных резчиков по дереву, граверов, медников, бондарей, иконописцев, познакомиться с великолепием кружевы из Калофера, ткачеством, умелым вязанием , а также и с изготовлением масок для ряженых[6].
- Архитектурно- исторический заповедник "Старый город". Несмотря на появление современных зданий, в старой части города сохранились около 115 домов, памятники культуры. Только некоторые из них открыты для посещения и прогуливаясь по тихим мощеным улицам, посетители могут насладиться прекрасными фасадами домов, деревянными воротами,подвижными ставнями,стенописями на стенах, красивыми садами,вьющимися виноградами и самшитами.[7]

### Другие
- Памятник Василу Левскому
- Карловская крепость — имеет небольшие размеры (около 500 кв.м). Планирование крепости, местоположение, техника строительства и находки относятся к периоду поздней античности IV—VI века Это сооружение служило для обеспечения безопасности и наблюдения дорог, пересекающих горы и римской дороги у её подножия.

## Регулярные события
Каждый год в первую субботу июня (или в последнюю мая) проводится "Фестиваль розы".
Национальные мероприятия - это годовшины со дня рождения и смерти Васила Левского.
Каждый год в первое воскресенье перед Великим постом проводятся ряженые игры различных групп из страны и местной из района Сушица'.

## Известные уроженцы

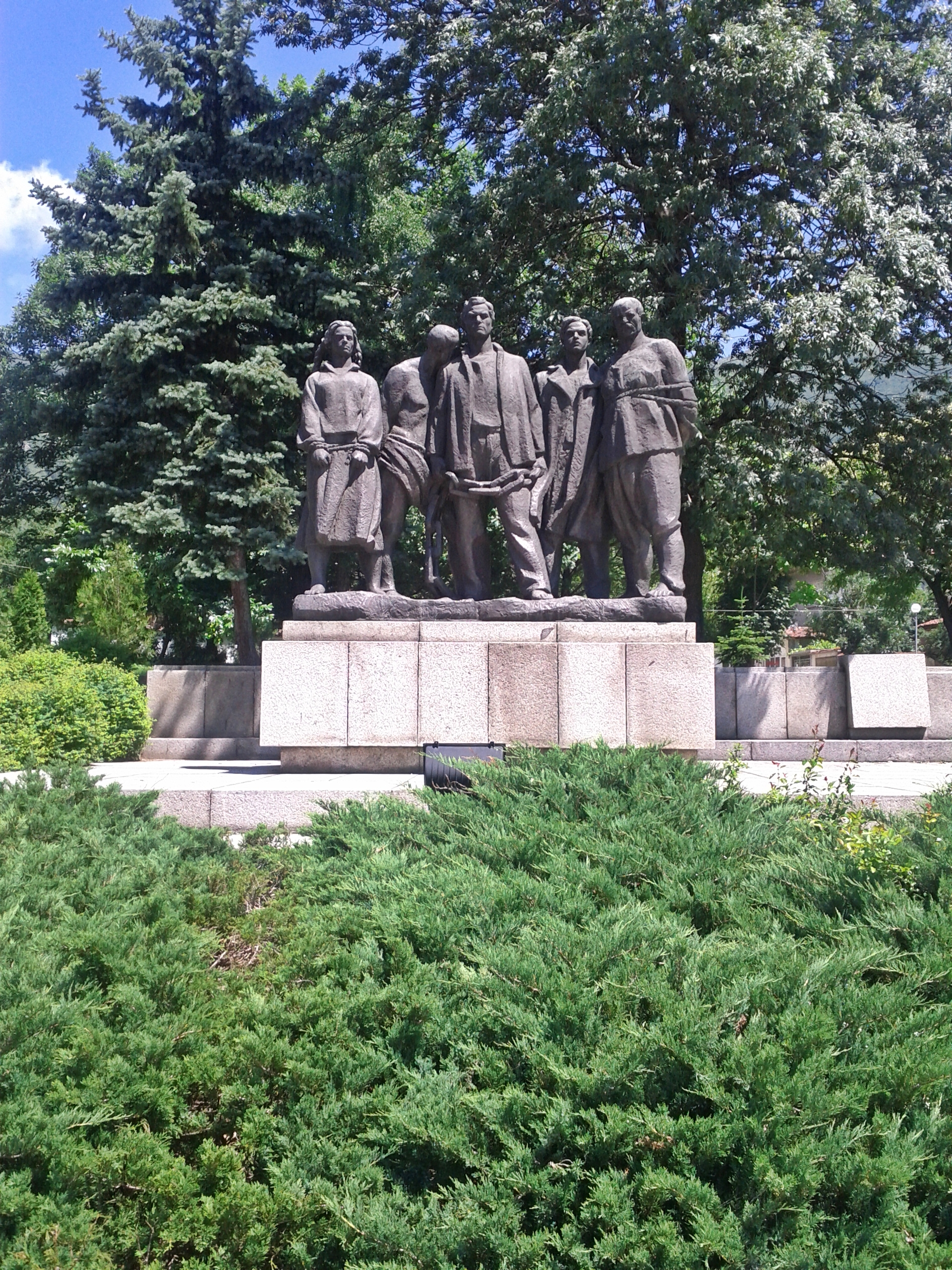
Памятник двадцатому июля

- Бакарджиев, Георги (1899—1972) — художник, заслуженный деятель искусств Болгарии, Лауреат Димитровской премии.
- Лазаров, Иван (1889-1952) — болгарский скульптор, педагог, профессор, ректор болгарской Национальной художественной академии, заслуженный художник, народный художник Болгарии, академик Болгарской академии наук).
- Снежина, Елена (1881—1944) —  болгарская драматическая актриса.
- Станчев, Христо (1870—1950) — болгарский живописец, автор хрестоматийного полотна «На ниве». Родился недалеко от Карлова, в селе Свежен.
- Проданов, Христо (1943—1984) — первый болгарин, поднявшийся на Эверест.